# Chenon (släkt)
Chenon är en franskättad släkt. Släkten var i Frankrike upphöjd till adlig rang. Den härstammar från Chenon i departementet Charente.  Släkten förekommer i dag i flertalet länder. Däribland Frankrike, Sverige och Belgien. 

## Sverige
Den svenska släktlinjen härstammar från harneskmakaren Paschilius Dionysius Chenon. Han inkom till Sverige i slutet av 1500-talet på grund av sin protestantiska tro.  
Från den svenska släktlinjen härstammar bland andra författarinnan Selma Lagerlöf.